# Carlos Cruz Mendoza
Carlos Cruz Mendoza es un político mexicano miembro del Partido Revolucionario Institucional Actualmente es Delegado de SEDESOL COLIMA.

## Profesor Normalista
Nació en Armería, Colima siendo hijo de Pedro Cruz Verduzco y de María Mendoza. Cursó la carrera de profesor normalista en el Centro Regional de Educación Normal de Ciudad Guzmán, Jalisco. Terminados sus estudios trabajó como maestro rural en comunidades del municipio de Tomatlán, Jalisco, para luego impartir clases en Manzanillo y después en su matal Armería. Luego decidió cursar la Licenciatura en Matemáticas en la Universidad de Colima.

## Política
Ingresó al PRI desde hace 30 años, siendo, durante su juventud en 1982 dirigente del CREA, actualmente Poder Joven, y luego Presidente del Comité Directivo Municipal del PRI en Armería y después Secretario de Gestión Social en el Comité Directivo Estatal de PRI. 
En 1992 intentó ser diputado local al Congreso de Colima por el IX Distrito en la L Legislatura, sin conseguirlo. A pesar de ello, fue nombrado coordinador en Colima de la Campaña para Presidenta del Comité Directivo Nacional del PRI de Beatriz Paredes Rangel.
Fue Secretario Particular de Miguel Chávez Michel cuando este se desempeñaba como Presidente Municipal de Armería de 1982 a 1984, y luego Administrador de la Unidad Deportiva de Armería. En 1994 fue candidato a la Presidencia municipal de Armería, misma que ganó, siendo su administración de 1995 a 1997. 
De 1998 a 2003 fue director de la Unidad de Servicios Administrativos de la Secretaría de Educación para Tecomán y Armería. Fue Diputado local en la LIV Legislatura del Congreso de Colima de 2003 a 2006, en la que fue coordinador de la Fracción Priista y Presidente de la Comisión de Gobierno Interno.
En mayo de 2007 fue nombrado Secretario de Educación del Gobierno del Estado de Colima por Silverio Cavazos. Fue elegido diputado federal por el II Distrito Electoral Federal de Colima para la LXI Legislatura del Congreso de la Unión de México, venciendo al candidato del PAN Virgilio Mendoza Amezcua.